# 샴발라
샴발라(산스크리트어: शम्भल, IAST: Śambhala), 샴발라 또는 샴발라(티베트문: བདེ་འབྱུང, 와일리: Bde'byung; 중국어: 香巴拉, 병음: Xiāngbālā)는 티베트 불교 전통의 영적 왕국이다. 샴발라는 칼라차크라 탄트라에 언급되어 있다.  뵌 경전에는 타지그 올모 룽 링(Tagzig Olmo Lung Ring)이라는 밀접하게 관련된 땅에 대해 언급되어 있다.
산스크리트어 이름은 갠지스강 근처의 도시 이름에서 따왔는데, 힌두 푸라나에 언급된 대로 인도 우타르프라데시주의 삼발과 동일시되기도 한다. 이 장소의 신화적 관련성은 비슈누 푸라나 (4.24)에 나오는 예언에서 유래하는데, 이에 따르면 샴발라는 새로운 시대(사트야 유가)를 열어줄 비슈누의 다음 화신인 칼키의 탄생지가 될 것이며, 미래의 부처인 미륵의 예언된 통치 왕국이 될 것이라고 한다.

## 칼라차크라 탄트라

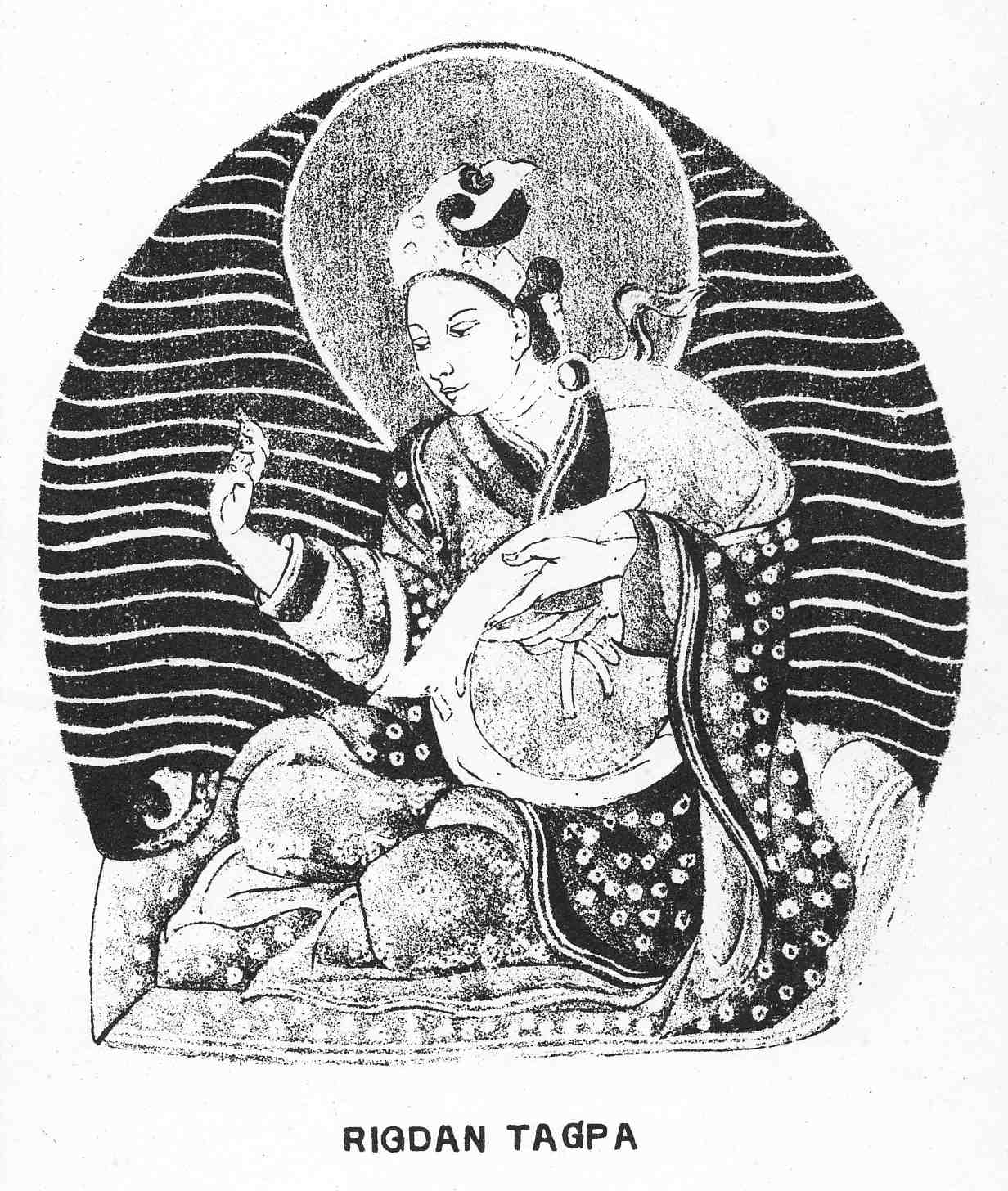
만주슈리키르티, 샴발라의 왕

샴발라는 미래의 부처인 미륵에 의해 통치된다. 샴발라 이야기는 아누타라요가 탄트라 그룹의 경전인 칼라차크라 탄트라에 나온다. 칼라차크라 불교는 11세기, 즉 티베트 칼라차크라 달력 시대에 티베트에 도입된 것으로 추정된다. 칼라차크라의 가장 오래된 알려진 스승은 돌포파 셰랍 잘첸 (d. 1361)과 부톤 린첸 두룹 (d. 1364)이다.
이야기에 따르면, 만주슈리키르티 왕은 기원전 159년에 태어나 믈레차 종교를 믿는 300,510명의 추종자들을 다스렸는데, 그들 중 일부는 태양을 숭배했다. 그는 칼라차크라(시간의 바퀴) 불교로 개종하는 대신 수리야 사마디(태양 숭배)를 고수한 20,000명의 사람들을 그의 영토에서 추방했다고 한다. 
그들이 자신의 백성 중 가장 현명하고 가장 훌륭하며 그들이 얼마나 필요한지 깨달은 후, 그는 나중에 그들에게 돌아오라고 요청했고 일부는 돌아왔다. 돌아오지 않은 사람들은 샴발라 시를 세웠다고 한다. 만주슈리키르티는 돌아왔고 여전히 그의 통치 아래 있던 사람들을 개종시키기 위해 칼라차크라 가르침을 전파하기 시작했다. 기원전 59년에 그는 아들 푸다리카에게 왕좌를 물려주고 얼마 지나지 않아 죽었으며, 붓다의 삼보가카야에 들어갔다.

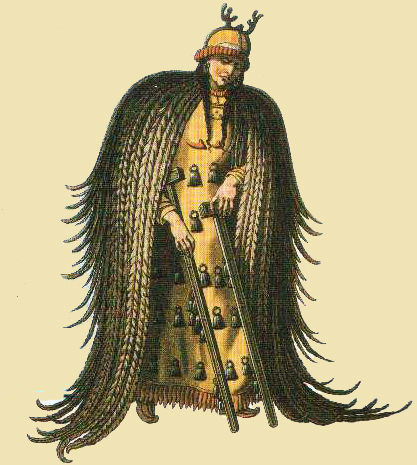
알티 히말라야 샤먼의 초상화. 1812~1813년 E. 카르네제프의 "퉁구스에서 온 마녀" 세부 묘사

칼라차크라 탄트라는 세상이 전쟁과 탐욕으로 몰락하고 모든 것이 사라질 때, 제25대 칼키 왕 미륵이 샴발라에서 거대한 군대와 함께 나타나 어둠의 세력을 정복하고 전 세계적인 황금시대를 열 것이라고 예언한다. 이 최후의 전투는 2424년 또는 2425년(부처 입멸 후 3304년째)에 예언되어 있다. 그 후 불교는 1,800년 더 지속될 것이다.

## 서구의 수용
티베트와 티베트 불교는 20세기 초까지 서양에 거의 알려지지 않았다. 그러나 그 이름 자체는 이미 17세기에 포르투갈의 선교사 에스테방 카셀라에 의해 보고되었는데, 그는 샴발라(Xembala로 표기)에 대해 듣고 그것이 캐세이 또는 중국의 다른 이름이라고 생각했다. 카셀라는 1627년에 판첸 라마의 거처인 타실훈포로 향했지만, 자신의 실수를 깨닫고 인도로 돌아왔다.

### 신지학
이후의 밀교 작가들은 인류의 선을 위해 노력하는 숨겨진 신비주의 형제단이 거주하는 숨겨진 땅이라는 개념을 더욱 강조하고 상세화했다. 앨리스 A. 베일리는 샴발라(그녀의 표기법)가 아스트랄계의 차원 외적이거나 영적인 현실이며, 지구의 통치 신격인 사나트 쿠마라가 지구의 로고스의 가장 높은 아바타로서 거주하는 영적 중심이며, 신의 의지를 표현하는 것이라고 주장한다.

### 탐험과 위치 가설
니콜라스와 헬레나 레리히는 1924년부터 1928년까지 샴발라를 목표로 하는 탐험을 이끌었다. 그들은 또한 알타이산맥의 벨루하산이 샴발라로 가는 입구라고 믿었는데, 이는 그 지역의 일반적인 믿음이었다. 그들은 1934년과 1935년 사이에 몽골에서 샴발라를 찾기 위한 두 번째 탐험을 이끌었다.
신지학적 전설과 몇몇 방문 몽골 라마들에게서 영감을 받아, 볼셰비키의 수석 암호학자이자 소련 비밀경찰의 책임자 중 한 명이었던 글렙 보키는 작가 친구 알렉산더 바르첸코와 함께 1920년대에 칼라차크라 탄트라와 공산주의 사상을 결합하려는 시도로 샴발라를 찾아 나섰다. 특히, 비밀경찰과 연관된 비밀 연구소에서 보키와 바르첸코는 완벽한 공산주의 인간을 만들기 위한 열쇠를 찾기 위해 불교 영적 기술을 실험했다. 그들은 샴발라의 지혜를 얻기 위해 내몽골로 특별 탐험을 계획했지만, 소련 정보기관 내부의 음모와 1924년에 자체 탐험대를 티베트로 보낸 소련 외무부의 경쟁적인 노력으로 인해 이 프로젝트는 무산되었다.
프랑스 불교도 알렉산드라 데이비드-넬은 샴발라를 현재 아프가니스탄의 발흐와 연관시켰고, 페르시아어 Sham-i-Bala("높은 촛불")를 그 이름의 어원으로 제시했다.
비슷한 맥락에서, 구르지예프주의자 J. G. 베넷은 샴발라가 박트리아의 태양 신전인 샴스-이-발흐(Shams-i-Balkh)일 것이라는 추측을 발표했다.
히틀러는 1930년대에 "아가르타와 샴발라에 접촉하기 위해" 여러 차례 티베트에 원정대를 보냈는데, 이는 나치 밀교의 일부로 알려져 있다.

### 대중문화
샴발라는 영국 작가 제임스 힐턴의 1933년 소설 잃어버린 지평선에 나오는 티베트 계곡에 숨겨진 지상 낙원인 샹그릴라의 영감이 되었을 수 있다.
기생수 2의 네오 아크(Neo Ark) 위치는 일본어 버전에서 샴발라라고 불린다.

## 같이 보기
- 아가르타
- 히마반타
- 하느님의 나라
- 쿠마리 칸담
- 잃어버린 도시
- 사갈라
- Shambala (disambiguation)
- 샹그릴라

## 일반 및 인용된 참고 자료
- 록 오페라 "Szambalia" ("Shambhala") (2014). 폴란드 바르샤바에서 공식 초연 (2014년 6월 24일)
- B. W. 스티븐슨의 록 노래 "Halls of Shambala", 록 밴드 Three Dog Night가 커버하고 대중화했다 Shambala (song)
- 베르진, 알렉산더 (2003). Study Buddhism. Shambhala에 대한 잘못된 외국 신화.
- 마틴, 딘. (1999). "'Ol-mo-lung-ring, the Original Holy Place". In: Sacred Spaces and Powerful Places In Tibetan Culture: A Collection of Essays. (1999) Toni Huber 편집, pp. 125–153. The Library of Tibetan Works and Archives, Dharamsala, H.P., India. ISBN 81-86470-22-0.
- 마이어, 칼 어니스트와 브라이삭, 쉐린 블레어 (2006) Tournament of Shadows: The Great Game And the Race for Empire in Central Asia ISBN 0-465-04576-6
- 번바움, 에드윈. (1980). The Way to Shambhala: A Search for the Mythical Kingdom Beyond the Himalayas. 재판: (1989) St. Martin's Press, New York. ISBN 0-87477-518-3.
- 제프리, 제이슨. Mystery of Shambhala 보관됨 2008-05-17 - 웨이백 머신 New Dawn, No. 72 (2002년 5-6월).
- 트룽파, 초감. Shambhala: The Sacred Path of the Warrior. 샴발라 출판사. ISBN 0-87773-264-7
- 즈나멘스키, 안드레이. (2011). Red Shambhala: Magic, Prophecy, and Geopolitics in the Heart of Asia. Quest Books, Wheaton, IL (2011) ISBN 978-0-8356-0891-6.
- S. 디몬포드 박사. "Tibetan Buddhist Atrocities and Propaganda". Happy Medium Publishing. 시드니. 2004
- 앨런, 찰스. (1999). The Search for Shangri-La: A Journey into Tibetan History. Little, Brown and Company. 재판: Abacus, 런던. 2000. ISBN 0-349-11142-1.
- 즈나멘스키, 안드레이. Red Shambhala: Magic, Prophecy, and Geopolitics in the Heart of Asia. Wheaton, IL: Quest Books, 2011. ISBN 978-0-8356-0891-6
- 마틴, 댄. (1999). "'Ol-mo-lung-ring, the Original Holy Place". In: Sacred Spaces and Powerful Places In Tibetan Culture: A Collection of Essays. (1999) Toni Huber 편집, pp. 125–153. The Library of Tibetan Works and Archives, Dharamsala, H.P., India. ISBN 81-86470-22-0.
- 심스, 패트릭. (2007). "The Kingdom of the Lotus" in Outside, 30주년 특별판, pp. 148–187. Mariah Media, Inc., Red Oak, Iowa.
- 뮤루아, 다니엘 에 안 지보당 (1987). Le Voyage a Shambhalla. Un pèlerinage vers soi. Ed. Le Passe-Monde.